# Petropavlovsk (1911)
El Petropávlovsk (en ruso: Петропавловск -posteriormente renombrado Marat y luego Vóljov) fue uno de los cuatro acorazados soviéticos proyectados de la clase Gangut.

## Historial
El Petropávlovsk fue construido por los Astilleros del Báltico de San Petersburgo. Su quilla fue puesta en grada en 1909, y fue botado en noviembre de 1911. El acorazado entró en servicio el 4 de diciembre de 1914. 
Recibía su nombre original en memoria del sitio de Petropávlovsk de la guerra de Crimea. De diseño con reducto central, era un buque proyectado para servir de minador y plataforma artillera móvil, se proyectó para las aguas del mar Báltico con la misión de defender a la capital del zarismo, San Petersburgo. 
De construcción robusta, era sin embargo de pobres cualidades marineras por lo que fue constantemente reparado y reacondicionado.
El 3 de marzo de 1917, su tripulación se amotinó y se puso al lado de los bolcheviques. En junio de 1919, colaboró con su artillería en el ataque contra el fuerte Krásnaya Gorka en poder de los mencheviques, provocando su rendición, por lo cual el buque recibió la Bandera Roja como galardón.
Entre el 17 al 18 de agosto de 1919, el Petropávlovsk fue torpedeado y puesto fuera de servicio por la lancha rápida torpedera británica CMB 88 en el puerto de Kronstadt.
Fue uno de los buques insignia de la Flota del Báltico y en su cubierta se inició la Rebelión de Kronstadt en 1921 contra el Gobierno de la RSFS de Rusia junto con el otro buque Sebastopol. Los miembros más antiguos de su tripulación fueron purgados y ejecutados.  Recibió un impacto de artillería y fue reparado y devuelto al servicio activo en 1921. 
Fue renombrado como Marat en memoria del líder revolucionario francés Jean-Paul Marat, después de la fracasada rebelión.

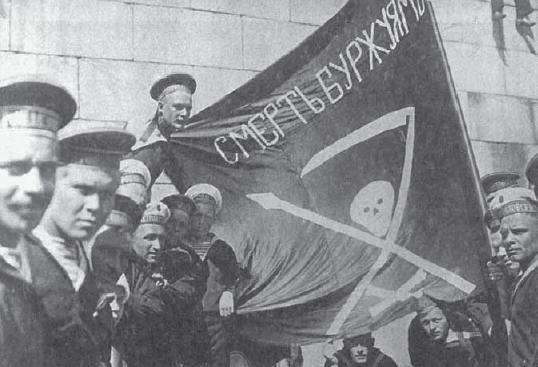
Parte de la tripulación del Petropávlovsk fotografiada en Helsinki en 1917.

Fue parcialmente reconstruido y modernizado en la década de 1930 con una nueva maquinaria, se le agregó un sombrerete a la primera chimenea para desviar los humos, también se le dotó de telémetros ópticos alemanes y de una nueva proa más lanzada tipo atlántico y una roda reforzada como rompehielos así como de una superestructura más alargada. 

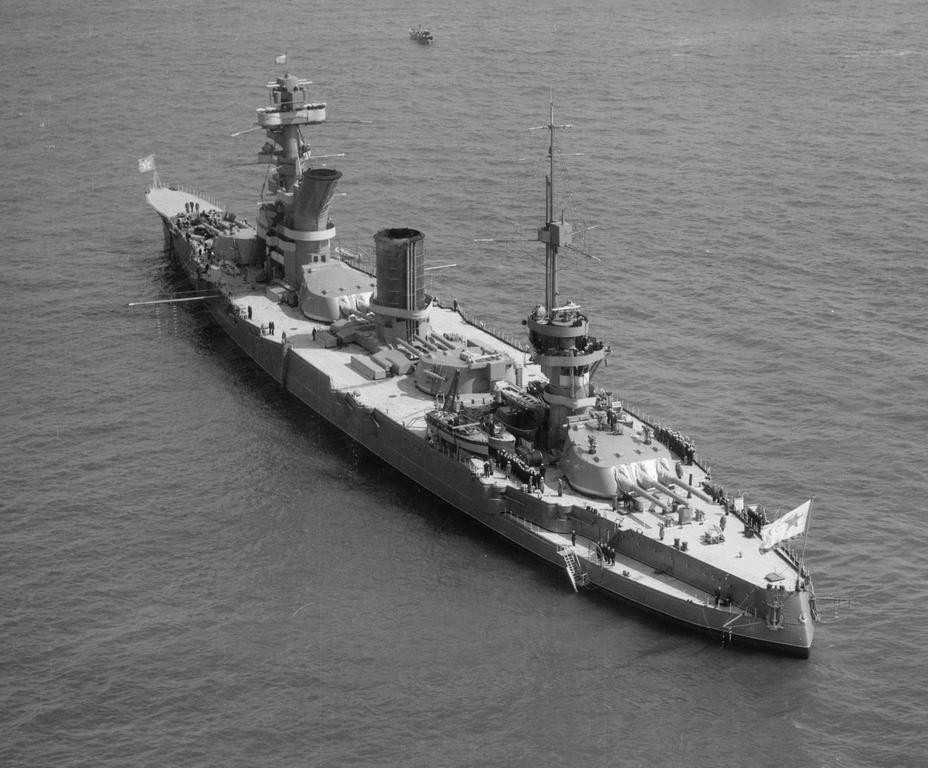
El acorazado Marat en Spithead en 1937 con su configuración final.

Tomó parte en la revista naval de flota del jubileo de la coronación del rey Jorge V en 1937. 
En 1939, participó en la Guerra de Invierno cañoneando posiciones finlandesas en la isla Biorke. En 1940, se le incrementó su artillería antiaérea y se le retiró la artillería del reducto central de 120 mm, fue asignado a Kronstadt como elemento disuasivo frente a los finlandeses. El estado general del buque para esa fecha era deficiente por su falta de mantenimiento y quedó amarrado a un muelle mientras esperaba entrar al astillero para efectuar reparaciones.
El buque, sirvió con la Flota del Báltico durante la siguiente fase de la Segunda Guerra Mundial en la llamada Gran Guerra Patria. La invasión alemana lo sorprendió atracado en dicho puerto y debido a su poder artillero se convirtió en un serio inconveniente para los alemanes en su intención de cercar la ciudad de Leningrado. Se lo movió algunos kilómetros al canal Morskói al norte de Kronstadt, a aguas someras para mantener a raya a los finlandeses.
El 15 de septiembre de 1941, fue atacado por formaciones de Ju 88 que le alcanzaron la torreta n.º 4 causando 25 bajas y le provocaron varias brechas por las que comenzó a entrar agua y uno de sus tanques de combustible fue perforado. Fue remolcado hacía Kronstadt por un remolcador para intentar repararlo. 
El 21 de septiembre, el Marat fue sometido a ataques por Ju-87 Stuka no recibiendo mayores daños, sin embargo su artillería siguió hostigando permanentemente a las posiciones alemanas cerca de Krásnaya Gorka. El ejército alemán solicitó desesperadamente a la Luftwaffe que dejara fuera de combate a las unidades navales soviéticas emplazadas en Kronstadt. El piloto alemán Hans-Ulrich Rudel solicitó una bomba de 1 t en un Ju-87 -por encima de las capacidades teóricas del Ju-87 y se ofreció como voluntario para hundir al Marat.

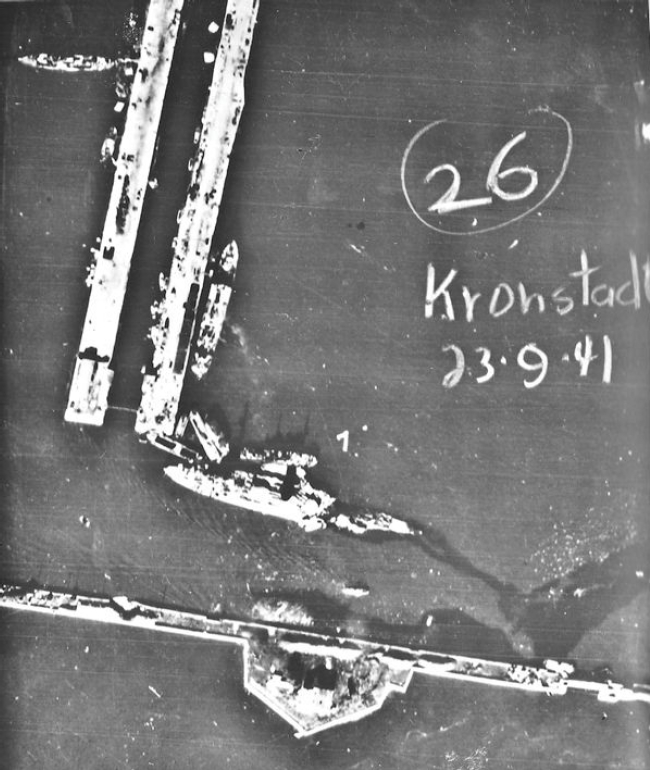
Fotografía de reconocimiento aéreo germana que muestra los resultados del ataque al Marat en Kronstadt

El ataque fue autorizado el 23 de septiembre por la mañana y Rudel con su escuadrilla se dirigieron a Kronstadt. Su objetivo principal eran los acorazados. 
Rudel picó con su Stuka desde 3000 m y soltó a 300 m una bomba de 900 kg (2000 lb), que impactó a proa del buque frente a la segunda torreta, fue un impacto directo con de espoleta con retardo. El piloto alemán apenas pudo retomar el control del avión.
La proa, junto con todos sus ocupantes, artillería y los puestos de combate explotó dantescamente y se hundió en aguas poco profundas. La formidable explosión destruyó la característica chimenea delantera y arrancó el puente de mando de su base que cayó sobre el muelle, provocando la muerte de su capitán, Ivanoc, y de 324 marinos más.
Aunque el buque estaba parcialmente desfondado y sin proa, semihundido y sin energía eléctrica; sin embargo, tres de las torretas principales estaban intactas junto al resto del casco, y porfiadamente lo soviéticos lo pusieron en servicio, por lo cual, el Marat continuó  como batería estacionaria durante el resto del cerco aunque muy disminuido y constantemente hostigado por la artillería alemana. 
Se le agregó a su faja lateral blindada de planchas de hormigón para resistir los impactos de grueso calibre. 
Se le cortó la proa y el resto pudo ser puesto a flote continuando como pontón y plataforma artillera remolcable. Oficialmente la Marina Soviética nunca registró de baja al Marat.  
Tras el final del Sitio de Leningrado en 1943, el buque fue renombrado de nuevo Petropávlovsk retomando su antiguo nombre, aunque continuaba varado. Tras la guerra, hubo varios planes para reconstruir el buque, que finalmente, no resultaron viables económicamente. En 1950, fue reflotado de nuevo y renombrado como Vóljov y sirvió como buque de entrenamiento carente de propulsión, hasta que finalmente, fue desguazado en 1952.